# Dorcadion cinerarium
Dorcadion cinerarium — вид жесткокрылых из семейства усачей.

## Распространение
Распространён в Европе и на Кавказе.

## Подвиды
- подвид: Dorcadion cinerarium caucasicum Küster, 1847 (= Dorcadion caucasicum Küster, 1847) — распространён в Турции и Иране. Жук длиной от 8 до 16 мм, имеет чёрную окраску, первый сегмент усиков и ноги красные или чёрные, надкрылья с белыми шовной и краевой полосками. Надкрылья в бархотной чёрной полоской вдоль шовной полосы, в мелких точках[1].
- подвид: Dorcadion cinerarium cinerarium (Fabricius, 1787) (= Cerambyx cinerarius Gmelin, 1790; Dorcadion impressicolle var. tokatense Pic, 1901; Dorcadion macropus var. obscurans Pic, 1892; Dorcadion subobesum Pic, 1942; Lamia cineraria Fabricius, 1801; Lamia cinerea Fabricius, 1787; Pedestredorcadion cinerarium cinerarium (Fabricius, 1787)) — распространён в Крыму, Украине, России и Турции.
- подвид: Dorcadion cinerarium gorodinskii Danilevsky, 1966 (= Pedestredorcadion cinerarium gorodinskii (Danilevsky, 1995)) — распространён на Украине.
- подвид: Dorcadion cinerarium heinzi Breuning, 1964 — распространён в Турции.
- подвид: Dorcadion cinerarium susheriense Breuning, 1970 (= Dorcadion sinopense susheriense Breuning, 1970)— распространён в Турции.